# Отличник войск Гражданской обороны
Отличник войск Гражданской обороны — ведомственный знак отличия МЧС России.

## Положение о нагрудном знаке
Нагрудным знаком МЧС России «Отличник войск гражданской обороны» награждаются:

Военнослужащие, проходящие военную службу в системе МЧС России, добившиеся высоких показателей в боевой подготовке, повышающие свою профессиональную квалификацию, за смелость, находчивость и инициативу при исполнении служебного долга и примерность в воинской дисциплине.

## Описание знака
Нагрудный знак МЧС России «Отличник войск гражданской обороны» имеет форму овального щита оранжевого цвета, обрамленного лавровым венком золотистого цвета с надписями черной эмалью на лентах золотистого цвета «ОТЛИЧНИК ВОЙСК», расположенной с левой стороны, и «ГРАЖДАНСКОЙ ОБОРОНЫ», расположенной с правой стороны.
В центре щита — малая эмблема МЧС России. Размер нагрудного знака МЧС России «Отличник войск гражданской обороны» 46×36 мм. На оборотной стороне нагрудного знака МЧС России «Отличник войск гражданской обороны» в сборе располагается нарезной штифт с гайкой для крепления к одежде.

## История
С 1961  года в системе Гражданской обороны СССР существовал ведомственный знак отличия — Отличник Гражданской обороны СССР, который просуществовал до 1991 года.
Приказом министра МЧС России С. К. Шойгу от 3 августа 2005 года № 608 был учреждён ведомственный знак отличия Министерства по чрезвычайным ситуациям России — «Отличник войск Гражданской обороны».
Лица, награждённые этим знаком имеют право на присвоение звания Ветеран труда.